# Oud-Griekse scheepsbouw
Een oud-Grieks schip werd uit eikenhout gemaakt (behalve de kiel) en bestond uit verschillende onderdelen:
- Het bovendek. Hier stonden de manschappen.
- Een kabel van hennep.
- Ballast van stenen
- Kiel van cipressenhout. Hierin werd de ballast gelegd, zodat dieper in het water stak. Door de ballast was er ook minder gevaar voor kapseizen, door de grotere stabiliteit. Nog een voordeel was dat als er een gat werd geslagen op de waterlijn, men er ook ballast uit kon halen, zodat er toch geen water binnenkwam.
- Roeiers. In het begin was er één rij roeiers. Naarmate er behoefte kwam aan meer snelheid, werden er schepen gebouwd met twee rijen roeiers, de bireem, en uiteindelijk ook met drie rijen, de trireem.

Oorlogsschepen hadden een ramsteven. Hiermee konden ze een gat in een schip van de vijand rammen. Aan weerszijden van de boot waren ook een soort kastelen. Hier werden ook soldaten gezet zodat men, als men dicht genoeg bij was, kon enteren.

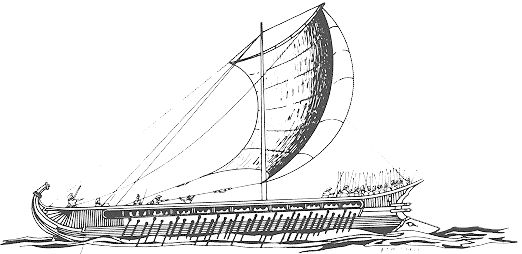
Griekse trireem